# Xã Pukwana, Quận Brule, Nam Dakota
Xã Pukwana (tiếng Anh: Pukwana Township) là một xã thuộc quận Brule, tiểu bang Nam Dakota, Hoa Kỳ. Năm 2010, dân số của xã này là 145 người.